# Scho
Das Scho (Majuskel Ϸ, Minuskel ϸ) ist ein Buchstabe, der dem griechischen Alphabet hinzugefügt wurde, um einige Ausdrücke der Baktrischen Sprache schreiben zu können. Es handelt sich dabei im Lautwert vermutlich um den stimmlosen postalveolaren Frikativ /⁠ʃ⁠/, entsprechend dem „sch“ im Deutschen.

## Herkunft und Verwendung
Die Baktrische Sprache ist die einzige aus der Familie der iranischen Sprachen, die in griechischer Schrift geschrieben wurde. Der Grund dafür sind die Eroberungen Alexanders des Großen im späten 4. Jahrhundert v. Chr. und die ihm nachfolgende seleukidische Herrschaft in Baktrien. Nachdem das Griechisch-Baktrische Königreich im späten 2. Jahrhundert v. Chr. von den nomadischen Yuezhi aus dem Norden erobert wurde, behielten die neuen Herrscher das Griechische als Amtssprache. Später gingen sie jedoch auch dazu über, die lokale baktrische Sprache in griechischen Buchstaben zu schreiben.

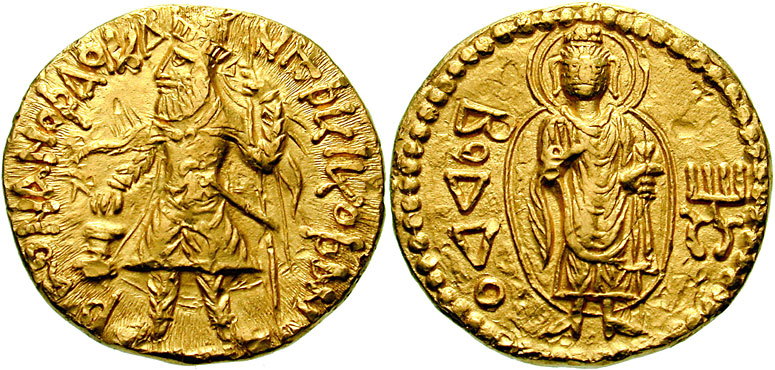
Münze des Kanischka.

Das Baktrische hat einen Zischlaut – den stimmlosen postalveolaren Frikativ –, den es im Griechischen nicht gibt und der sich deshalb mit den klassischen griechischen Buchstaben nicht schreiben ließ. Im Griechischen wird die Kombination aus Sigma Σ σ und Chi Χ χ nämlich nicht zum /⁠ʃ⁠/ zusammengezogen, sondern als /σχ/ ausgesprochen (Beispiel: σχῆμα schema, gesprochen /skʰɛmɐ/ statt /ʃɛmɐ/). Nicht zuletzt für die Namen der Kuschana-Herrscher – Kanischka, Huvischka und Vasischka – wurde also ein Buchstabe für diesen Zischlaut benötigt.

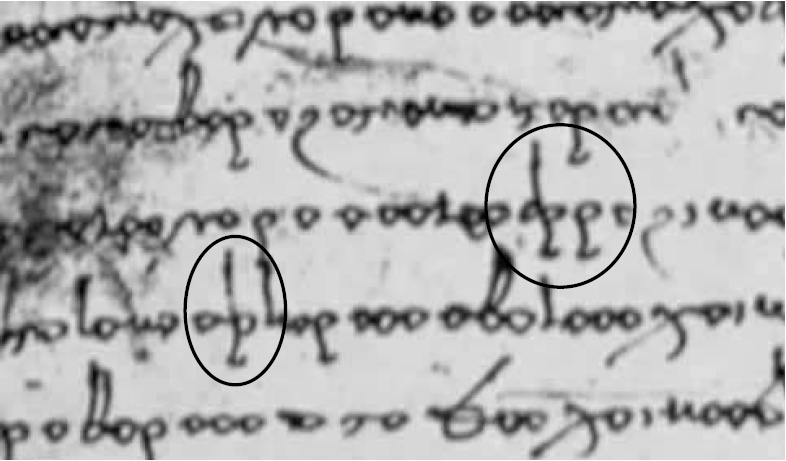
Baktrische Handschrift mit den Buchstaben Rho, Phi und Scho.

Dieser Buchstabe sieht in baktrischen Handschriften dem Phi Φ φ und dem Rho Ρ ρ sehr ähnlich. Der Majuskel wird wie ein großes Phi Φ ohne den Bogen auf der linken Seite geschrieben; der Minuskel wie ein kleines Rho ρ mit nach oben verlängertem Längsstrich. Damit sieht der Buchstabe dem Thorn Þ þ, einem isländischen Zusatzbuchstaben zum lateinischen Alphabet, sehr ähnlich, hat aber keinerlei Verwandtschaft. Der Name Scho (also die Form Laut + o) wird in der modernen Forschung analog zum ähnlichen Buchstaben Rho verwendet. Der baktrische Name des Buchstabens ist unbekannt.
Es ist unklar, an welcher Stelle des graeco-baktrischen Alphabets der Buchstabe Scho gestanden hat. Vorstellbar ist, dass er dieselbe Position hatte wie der vorklassische Buchstabe San Ϻ ϻ, der in das altitalische Alphabet als She 𐌑 übernommen wurde. Damit gehörte es in alphabetischer Reihenfolge nach Pi Π π und vor Qoppa Ϙ ϙ. Manche Forscher ordnen es jedoch stattdessen am Ende des griechischen Alphabets hinter dem Buchstaben Omega Ω ω ein. (Da das ebenfalls hinter das Omega eingeordnete Sampi Ͳ ͳ im Baktrischen keine Rolle spielt, ist damit nicht ausgesagt, ob das Scho vor oder hinter diesem Buchstaben eingeordnet werden soll; die internationale Sortiernorm ISO/IEC 14651 ordnet das Scho hinter dem Sampi ein.) Andere Forscher platzieren das Scho nach dem Sigma Σ σ auf Grund der lateinischen Umschrift (s für Sigma und š für Scho).